# Analyse globale
L'analyse globale est une branche des mathématiques qui traite des problèmes globaux d'analyse. Elle fait appel pour cela à des notions de topologie (topologie générale, topologie différentielle, topologie algébrique, topologie géométrique, théorie des espaces vectoriels topologiques), de géométrie différentielle et d'analyse fonctionnelle. L'analyse globale a pour première caractéristique, par rapport à l'analyse locale, de faire appel à des concepts non linéaires, étant donné qu'un espace vectoriel (de dimension finie) n'est que l'approximation locale d'une variété différentielle. D'où le rôle prédominant que joue la géométrie différentielle en analyse globale, qui est une synthèse de l'analyse classique et de la géométrie. Les variétés considérées sont souvent des variétés de fonctions, et par conséquent admettent en chaque point un espace tangent de dimension infinie (espace de Hilbert, de Banach, de Fréchet, etc.). C'est pourquoi l'analyse globale, telle que l'a conçue James Eells vers la fin des années 1950 et dans les années 1960,,, est entre autres une analyse fonctionnelle non linéaire sur les variétés banachiques, variétés dont N. Bourbaki et Serge Lang ont posé les fondements durant la même période. C'est également le point de vue de Richard Palais, et Jerrold E. Marsden. Un exemple typique d'application de l'analyse globale est le calcul des variations global (théorie de Morse) pour lequel les variétés hilbertiennes ou banachiques sont parfaitement adaptées,,,. Selon le point de vue de Stephen Smale, l'analyse globale peut également se concevoir comme l'étude des équations différentielles, ordinaires et aux dérivées partielles, sur les variétés et les fibrés différentiels,,, notamment la stabilité structurelle de ces équations. L'étude globale des géodésiques fait bien entendu partie de l'analyse globale dans les deux acceptions qui viennent d'être précisées.

## Évolution de l'analyse globale
Les pionniers de l'analyse globale sont Henri Poincaré (années 1880), George David Birkhoff (années 1920), Marston Morse (années 1930), Hassler Whitney (années 1940) et Solomon Lefschetz (années 1950), ainsi que les représentants de l’École russe (Alexandre Liapounov, Aleksandr Andronov, Lev Pontriaguine). Les années 1960 et 1970 ont vu l'explosion de nouveaux résultats qui a été évoquée plus haut et la formulation systématique des problèmes d'analyse globale dans les variétés et fibrés banachiques. Dans les années 1980, ce cadre s'est révélé trop étroit pour nombre d'applications et certains travaux se sont orientés vers l'étude des variétés de Fréchet de fonctions {\displaystyle C^{\infty }},.